# (35758) 1999 HE
1999 HE (asteroide 35758) é um asteroide da cintura principal. Possui uma excentricidade de 0.15759570 e uma inclinação de 2.53667º.
Este asteroide foi descoberto no dia 16 de abril de 1999 por Frank B. Zoltowski em Woomera.